# UPS Airlines
Pour les articles homonymes, voir UPS.
Worldwide Services: Synchronizing the World of Commerce
UPS Airlines est une compagnie aérienne cargo américaine détenue par United Parcel Service Inc.. La compagnie est basée à Louisville dans le Kentucky. Son siège, Worldport, est basé à l'aéroport international de Louisville. Les pilotes sont représentés par l'association des pilotes indépendants.

## Historique

### Premières années
L'origine du transport aérien de fret pour UPS (ensuite United Parcel Service) date de 1929 ; un peu comme le US Postal Service, les colis d'UPS sont transportés comme bagages sur des vols commerciaux. Beaucoup de paquets sont transportés par les Ford Trimotors de United Airlines. Après le Vendredi Noir et le début de la Grande Dépression, le service aérien est interrompu à la fin de 1931. Cependant, le service aérien doit mener à l'expansion au-delà de la côte ouest ; en 1930, la compagnie déplace ses activités d'Oakland à New York et établit aussi des opérations dans d'autres régions à travers le pays.

## Flotte
La flotte d'UPS Airlines se compose de 296 appareils (au 17 avril 2025). UPS loue également 269 autres appareils opérés par différentes compagnies.
| Appareils                | En Service | Commandes | Notes                                                     |
| ------------------------ | ---------- | --------- | --------------------------------------------------------- |
| Airbus A300-600RF        | 52         | —         |                                                           |
| Boeing 747-400BCF        | 2          | —         |                                                           |
| Boeing 747-400F          | 11         | —         |                                                           |
| Boeing 747-8F            | 28         | 2         | Livraisons en 2024 (En provenance de Qatar Airways Cargo) |
| Boeing 757-200PF         | 75         | —         |                                                           |
| Boeing 767-300BCF        | 6          | —         | Boeing Converted Freighter (BCF)                          |
| Boeing 767-300BDSF       | 4          | —         | BEDEK Special Freighter (BDSF)                            |
| Boeing 767-300F          | 80         | 19        | Livraisons entre 2024 et 2026                             |
| McDonnell Douglas MD-11F | 38         | —         |                                                           |
| Total                    | 296        | 21        |                                                           |

## Principaux accidents et incidents
- Vol 1354 UPS Airlines
- Vol 6 UPS Airlines